# Miengo
Miengo è un comune spagnolo di 4.296 abitanti situato nella comunità autonoma della Cantabria, comarca di Santander.
Il territorio municipale è compreso fra i fiumi Pas, che sfocia nel mare formando la ria omonima, e Saja - Besaya che già hanno unito le loro acque a Torrelavega che terminano in mare nella ria de San Martin de la Arena (la ria è una specie di fiordo col mare che penetra profondamente nel territorio alla foce di un fiume, tipico delle coste del nord e dell'ovest della Spagna e del nord del Portogallo).
Il comune è formato dai nuclei abitati di Bárcena de Cudón, Cuchia, Cudón, Gornazo, Mogro e Miengo, il capoluogo che dà il nome allo stesso e dista 21 km da Santander, capitale della regione.
Negli ultimi anni la vicinanza a Santander e Torrelavega collegate con l'autostrada ha trasformato Miengo in un'area turistica e residenziale, centro di abitazioni secondarie anche permanenti in alcuni casi con conseguente sviluppo edilizio ed anche industriale, sebbene questo settore economico sia sovrastato dai servizi in particolare dal turismo favorito dalle sue apprezzate spiagge, dalla bellezza dei paesaggi e dalle attrezzature sportive come il campo di golf Aira del Pas a Mogro.
La suddivisione della popolazione attiva vede al primo posto come numero di addetti la quota del 55,4% del totale del settore servizi, del 19,1% dell'edilizia, del 19,1% anche dell'industria e solo del 5,1% dell'agricoltura e allevamento del bestiame. Nonostante il basso numero di addetti la ganaderia cioè l'allevamento del bestiame vaccino riveste ancora una certa importanza nell'economia

## Storia
Nella Cueva de Cudón grotta scoperta negli anni trenta del secolo scorso dichiarata Bien de intéres cultural si sono trovati materiali del paleolitico superiore, medio e inferiore, della preistoria recente, del periodo castrense, di quello romano e anche medievale, testimoniando la continuità della presenza umana nel territorio a partire dal paleolitico.
Nel Medioevo Miengo fu parte dell'Honor de Miengo uno dei distretti della Merindad de las Asturias de Santillana. Era terra di realengo cioè dipendente direttamente dal re che ne affidò il governo ad alcune nobili famiglie.
Nel X secolo Miengo dipese dai conti di Castiglia García Fernández e dalla moglie Ava di Ribagorza, figlia del conte Raimundo de Ribargozo, che ebbero otto figli, fra i quali il futuro conte Sancho Garcés e la primogenita Urraca Garces che ebbe il patrimonio che García Fernández diede nel 978 all'Abadia de Covarrubias.
Fu quindi una signoria feudale di carattere religioso e civile prima dei figli e poi degli abati che esercitarono un'autorità che abbracciava ogni potere sia ecclesiastico che civile. Nel 1011 il conte Sancho Garcés e sua moglie diedero definitivamente queste terre al Monasterio de Oña creando così per la loro figlia Trigidia una signoria monacale più grande di quella creata dal suo avo. Questo potere si mantenne fino al XV secolo quando finì in mano ai de la Vega che lo esercitarono in modo autoritario opprimendo le popolazioni che si rivolsero invano al re perché ristabilisse il realengo che consentiva ai consigli popolari l'autonomia amministrativa negata dai de la Vega. Di fronte al rifiuto del re si unirono allora ad altri paesi e iniziarono insieme un'azione legale, il cosiddetto Pleito de los Valles (processo delle valli) che durò 150 anni e terminò con la sentenza della Real Chancilleria de Valladolid che diede ragione alle Valli, che riottennero il regime di realengo.
Nel 1822 quando si formarono i comuni costituzionali, Miengo fu uno di questi con il nome e i confini attuali.
L'andamento demografico del municipio nel XX secolo è stato sempre di crescita del numero degli abitanti, nonostante l'indice di natalità in calo e quello di mortalità costante, grazie ad una consistente immigrazione soprattutto dalle città vicine. Dai 1.275 abitanti del 1900 si è infatti passati ai 4.296 del 2008 con una crescita accelerata negli ultimi anni.

## Monumenti e luoghi d'interesse
Rivestono interesse le Chiese parrocchiali di Cuchia del XVI secolo, di Bárcena dello stesso secolo, di Cudón del XX secolo, di Miengo del XVI secolo, di Mogro dello stesso secolo e di Gornazo del XVII secolo, la Ermita de la Virgen del Monte del XVI secolo a Mogro, il Palacio de Peñas Blancas, del XX secolo a Miengo, il Palacio de Alsedo del XVII secolo a Mogro, la Casa Torre de Corro del XVIII secolo a Miengo, il Palacio de Torre Herrera del XVIII secolo a Bárcena, la Casa de las Ercinas del XVIII secolo in Bárcena, la Casa de Amparo Rial del 1912 a Miengo, il Consistorio, sede comunale che ospita una delle maggiori collezioni d'arte di Cantabria.
Interessante è pure la Cueva de Cudón, grotta con graffiti del paleolitico superiore, dichiarata bene d'interesse culturale.
Molto belle le spiagge di Cuchia, Mogro, di Los Caballos e Usgo.

## Feste
- San Isidro Labrador il 15 maggio con esposizione di ganado, cioè di bestiame d'allevamento, in particolare vaccino e mercato di prodotti tipici a Bárcera.
- Fiesta ganadera de San Isidro a Mogro il 18 maggio.
- San Juan il 24 giugno a Cuchia.

San Esteban il 3 agosto a Cudón.
- Virgen del Monte il 24 agosto a Miengo con giochi infantili, elezioni di miss, messa solenne, romeria, cioè pellegrinaggio al santuario seguito da festa laica, manifestazioni folcloristiche e verbena (festa notturna) che si protraggono oltre quel giorno.
- Los Santos Martires a Bárcena il 30 agosto.
- San Nicolás il 10 settembre in Gornazo.
- San Miguel Arcangel il 29 settembre a Miengo
- San Martin l'11 novembre a Mogro.